# Utting, Arizona
Utting, Arizona (енгл. Utting) насељено је место без административног статуса у америчкој савезној држави Аризона.

## Демографија
По попису из 2010. године број становника је 126.
| Група             | 2000.    | 2010.       |
| Белци             | 0 (0,0%) | 114 (90,5%) |
| Афроамериканци    | 0 (0,0%) | 0 (0,0%)    |
| Азијати           | 0 (0,0%) | 3 (2,4%)    |
| Хиспаноамериканци | 0 (0,0%) | 2 (1,6%)    |
| Укупно            | 0        | 126         |